# 王冠翔
王冠翔（英語：Sean Wang，1976年—），高階經理人、作家、業餘跑者，現職為台灣电通行銷傳播集團旗下安浦菲（Amplifi）、安納特（Amnet）以及電通智能中心（dentsu Solution Center）之總經理，並擔任台灣數位媒體應用暨行銷協會（DMA）理事長。生於臺北市大安區，求學期間先後獲得國立中興大學統計學學士、國立臺灣科技大學管理學碩士的學位，在2017年至2021年更曾是中華民國最快完成世界馬拉松大滿貫的業餘跑者。
由於英文名字發音接近「象」，故得「象總」以及「最速總經理」的稱號。2020年起，王冠翔同知名體育主播田鴻魁搭擋主持Podcast節目《跑步不要聽》；2022年，擔任台北市長跑協會第十二屆會長。

## 征服世界馬拉松大滿貫
王冠翔因為其母罹癌猝逝，悲傷情緒令他難以消化，剛好朋友送了一只愛迪達運動手錶，才開始接觸路跑。
總是穿著國旗裝參賽，王冠翔笑稱，出國跑馬的過程可以用六字總結：「歡、狂、念、善、驚、動」。東京馬拉松的「歡」，是從摸索跑步到擁有首個馬拉松成績；波士頓馬拉松的「狂」，是藉著不斷地訓練，在2015年終於達標BQ；柏林馬拉松的「念」，是重溫由於工作之故曾一人長駐德国時的美好記憶；倫敦馬拉松的「善」，是親朋好友響應他為關懷自閉症以及癌症病童而跑；芝加哥馬拉松的「驚」，是賽前不小心感冒，和數度被賽道上竄出的自行車嚇到；紐約馬拉松的「動」，是面臨到起伏曲折的賽道，最終獲得大滿貫六星獎牌的感動。
|  | 《一代宗師》有一句話叫「見自己，見天地，見眾生」，那我覺得我要走到「見眾生」這個階段，是透過運動多多去幫助別人。－－王冠翔 |

## 對台灣長跑界的貢獻
2019年，為推廣及傳遞臺灣慢跑文化，協同張嘉哲、張芷瑄、曹純玉等中長跑專項的選手成立「國手匯」，以寶藏巖聚落為基地，期望凝聚熱衷運動的社會大眾成為運動員的後盾。
2022年，與奧運馬拉松國手張嘉哲於「靠山書法義賣展」，將義賣收入全數贊助年度最佳長跑運動員獎項「長明賞」，作為選手們的靠山，期許未來選手們都能站上國際舞台發光發熱，並於長明賞頒獎典禮當日受邀擔任6小時超馬鳴槍手。

## 賽事成績
| 年份   | 賽事                     | 參加項目   | 成績          | 備註／來源 |
| ------ | ------------------------ | ---------- | ------------- | ---------- |
| 2013年 | 雲朗觀光太魯閣峽谷馬拉松 | 半程马拉松 | 1小時48分27秒 |            |
| 2014年 | 東京馬拉松               | 马拉松     | 3小時20分54秒 | [ 15 ]     |
| 2015年 | 渣打臺北公益馬拉松       | 马拉松     | 3小時0分13秒  |            |
| 2016年 | 波士顿马拉松             | 马拉松     | 2小時57分49秒 | [ 15 ]     |
| 2016年 | 柏林馬拉松               | 马拉松     | 2小時55分49秒 | [ 15 ]     |
| 2017年 | 倫敦馬拉松               | 马拉松     | 2小時53分59秒 | [ 15 ]     |
| 2017年 | 芝加哥馬拉松             | 马拉松     | 2小時53分56秒 | [ 15 ]     |
| 2017年 | 紐約馬拉松               | 马拉松     | 2小時56分06秒 | [ 15 ]     |
| 2022年 | 臺北馬拉松               | 马拉松     | 2小時53分35秒 |            |
| 2023年 | 首爾國際馬拉松           | 马拉松     |               |            |

## 著作
- 《去你的人生低谷：最速總的六大馬重生路》，時報文化，ISBN 978-9571379210

## 課程與講座
- . 天下文化.

## 註解
1. ↑  該系所當時隸屬法商學院。2000年，興大法商學院獨立設校，為國立臺北大學。
2. ↑  此紀錄由另一臺灣知名業餘跑者許立杰在2021年超越。

## 外部連結
- 王冠翔的Instagram帳戶
- 王冠翔的Facebook專頁